# Barbora Chalupová
Barbora Chalupová (* 30. března 1993 Praha) je česká filmová režisérka a scenáristka, autorka především dokumentárních filmů.

## Život a kariéra
Barbora Chalupová se narodila v Praze roku 1993. Studovala Filmovou a televizní fakultu Akademie múzických umění v Praze (FAMU). Během studia prvního ročníku natočila studentský film Ďakujem ti, melónik a jako studentka druhého ročníku natočila studentský film Do zbraně. Roku 2017 natočila pro cyklus Český žurnál film Teorie rovnosti, který se zabývá postavením mužů a žen v Česku, následoval experimentální snímek Na okraji (2018) a další dokument Českého žurnálu Reality (2019), který se zabývá krizí dostupnosti bydlení. S jedním s režisérů Českého žurnálu Vítem Klusákem spolupracovala na filmu mapující sexuální predátory na internetu s názvem V síti (2020). V roce 2021 byl uveden její dokumentární film Zákon lásky, který mapuje diskusi o manželství stejnopohlavních párů v Česku.

## Filmografie

### Režie
- 2014 – Ďakujem ti, melónik
- 2016 – Do zbraně
- 2017 – Teorie rovnosti (z cyklu Český žurnál)
- 2018 – Na okraji
- 2019 – Reality (z cyklu Český žurnál)
- 2020 – V síti (společně s Vítem Klusákem)
- 2021 – Zákon lásky
- 2021 – Konec světa
- 2022 – FAMU v kině 03 (režírovali rovněž Diana Cam Van Nguyen, Andrea Szelesová, Martin Kuba a Leila Basma)
- 2024 – Virtuální přítelkyně